# لويس بيلنغز
لويس بيلنغز (بالإنجليزية: Lewis Billings) هو مبشر أمريكي، ولد في 1956.